# Paul De Mesmaeker
Paul De Mesmaeker (8 september 1963) is een gewezen Belgische voetballer. Hij kwam uit voor clubs als RWDM en KV Mechelen en was vooral succesvol in de jaren 80.
De Mesmaeker was een kleine, technische en aanvallend ingestelde speler. Met KV Mechelen won hij de landstitel, de Beker van België, de Europacup II en de Europese Supercup.

## Carrière

### RWDM
Paul De Mesmaeker maakte in 1982 de overstap van de jeugd naar het eerste elftal van RWDM. De kleine, snelle linkerflankaanvaller kwam er terecht in het elftal van trainer Jean Dockx. Zijn competitiedebuut vond plaats op 21 augustus 1982. De Mesmaeker mocht toen in derby tegen RSC Anderlecht invallen voor Franky Van der Elst. Vanaf dan kreeg hij ook regelmatig een basisplaats bij RWDM.
In 1984 degradeerde RWDM naar Tweede Klasse. De Mesmaeker was een belangrijke pion in het team van speler-trainer Philippe Garot en had met 10 doelpunten een belangrijk aandeel in de terugkeer naar Eerste Klasse. In 1986 liet het in financiële moeilijkheden verkerende RWDM de 23-jarige aanvaller vertrekken naar KV Mechelen.

### KV Mechelen
De Mesmaeker was overigens niet de enige speler die RWDM inruilde voor Malinois. Ook Alain De Nil, net als De Mesmaeker een kleine, snelle technicus, verhuisde naar het team van de Nederlander Aad de Mos. De twee vinnige spelers kregen aanvankelijk veel speelkansen, maar moesten in de topperiode van Mechelen vooral tevreden zijn met een plaats op de bank. In de finale van de Europacup II, waarin Mechelen Ajax met 1-0 versloeg, mocht De Mesmaeker na een uur invallen voor Pascal De Wilde.
Begin jaren 90 miste De Mesmaeker veel wedstrijden door een opeenstapeling van blessures. Heel wat sterkhouders waren inmiddels vertrokken en Mechelen kon geen prijs meer in de wacht slepen. De Mesmaeker vond zijn oude niveau niet terug en vertrok in 1994 naar derdeklasser Cappellen FC. Nadien speelde hij een reeks lager nog voor Liedekerke FC, SK Lombeek en de fusieclub SK Lombeek-Liedekerke.

## Nationale ploeg
In 1987 speelde Paul De Mesmaeker zijn eerste en enige interland voor de Rode Duivels. Op 11 november 1987 mocht hij van bondscoach Guy Thys tijdens de EK-kwalificatiewedstrijd tegen Luxemburg in de basis starten. België won overtuigend met 3-0, De Mesmaeker speelde de volledige wedstrijd.

## Erelijst
KV Mechelen
- Europacup II

1988